# National Highway 61
National Highway 61 (NH 61) ist eine Hauptfernstraße im Nordosten des Staates Indien mit einer Länge von 240 Kilometern. Sie beginnt in Jhanji im Bundesstaat Assam am NH 37 und führt nach 20 km durch diesen Bundesstaat weitere 220 km durch den benachbarten Bundesstaat Nagaland, wo sie dessen Hauptstadt Kohima am NH 39 endet.